# 해전
해전(海戰, 영어: naval warfare)은 해양에서 이루어지는 전투이다. 본래는 수상 함정끼리 전투를 가리켰으나, 근현대에 들어서는 항공기나 잠수함이 등장해 이후 해양에서의 전투 형태는 수상 함정끼리의 전투에 머물지는 않게 되었다.
해전은 바다, 바다 또는 큰 호수나 넓은 강과 같은 주요 수역을 포함하는 기타 전투 공간 안팎에서의 전투이다. 물 위에서는 3,000년 이상 동안 전투가 벌어졌다.
해전을 위해 지정된 군대 병과는 해군이다. 해군 작전은 강변 및 연안 적용(갈수 해군), 외해 적용(청수 해군) 및 그 사이의 적용(녹색 수해군)으로 크게 나눌 수 있다. 그러나 이러한 구분은 전술적이라기보다는 전략적 범위 또는 운영 부문에 더 가깝다. 해전의 전략적 공격 목적은 물에 의한 전력 투사이고, 전략적 방어 목적은 적의 유사한 전력 투사를 좌절시키는 것이다.

## 역사
인간은 3000년 넘게 바다에서 전투를 벌였다. 넓은 대륙 내부에서도 광범위한 철도가 출현하기 전의 교통은 주로 강, 운하 및 기타 항해 가능한 수로에 의존했다.
후자는 초기 산업 혁명을 뒷받침하는 상품과 원자재의 대량 이동을 가능하게 했기 때문에 영국, 미국, 저지대 및 독일 북부의 현대 세계 발전에 매우 중요했다. 1750년 이전에는 자재를 주로 강 바지선이나 해상 선박으로 운반했다. 따라서 식량, 탄약, 사료에 대한 엄청난 수요가 있는 군대는 여러 시대에 걸쳐 강 계곡에 묶여 있었다.
사전 기록된 역사(트로이 등의 호메로스 전설)와 오디세이와 같은 고전 작품에서는 바다를 강조한다. 단결하고 강력한 페르시아 제국은 그리스 도시 국가를 정복하려는 여러 시도에서 작은 도시 국가와 결합된 아테네 함대의 힘을 상대로 승리할 수 없었다. 페니키아와 이집트의 권력, 카르타고, 심지어 로마의 권력도 바다의 통제에 크게 의존했다.
베네치아 공화국 역시 이탈리아의 도시 국가를 지배하고, 오스만 제국을 좌절시켰으며, 수세기 동안 실크로드와 지중해 전반의 상업을 지배했다. 3세기 동안 바이킹은 러시아 중부와 우크라이나, 심지어 멀리 떨어진 콘스탄티노플(흑해의 지류인 시칠리아와 지브롤터 해협을 통해)까지 습격하고 약탈했다.
바다를 장악하는 것은 함대의 해상 전투 능력에 크게 좌우되었다. 대부분의 해군 역사를 통틀어 해전은 탑승과 탑승 방지라는 두 가지 중요한 문제를 중심으로 진행되었다. 해상에서의 전술적 초점이 중포화로 전환된 것은 화약 기술이 상당한 수준으로 발전한 16세기 후반이 되어서였다.
역사적으로 많은 해전은 또한 수중 고고학에 있어서 신뢰할 수 있는 난파선의 원천을 제공한다. 주요 사례는 태평양에서 다양한 군함의 난파선 탐사이다.

## 같이 보기
- 해양력이 역사에 미치는 영향
- 해군의 역사(영어판)
- 해양공화국
- 해병대
- 해상강도
- 잠수함전
- 전쟁 영화
- 군함
- 나라별 해군 목록